# Maria Brand
Maria Brand, geborene Renschen (* 19. August 1877 in Cappeln; † 7. Mai 1956 in Essen (Oldenburg)) war die erste weibliche Landtagsabgeordnete im oldenburgischen Landtag und Mitglied der Zentrumspartei.

## Leben
Maria Brand war eine Tochter des Zellers Hermann Renschen in Cappeln und seiner Frau Henriette geb. Peek. Maria Brand hatte zwei Brüder und eine Schwester. Ihr Bruder Josef Renschen war Pfarrer in Dinklage und bekleidete das Amt eines Dechanten. Nach der Volksschule in Essen besuchte sie die Töchterschule in Vechta-Marienhain.
Am 24. Oktober 1899 heiratete sie den Kaufmann Josef Brand (1859–1923) in Essen (Oldenburg). Aus der Ehe gingen acht Kinder hervor. Die Familie Brand stammte aus Scharrel (Saterland) und gründete 1765 in Essen ein Manufakturwarengeschäft, das sich als ländliches Kaufhaus zu einem größeren Handelshaus entwickelte und die Familie wohlhabend und angesehen machte. Maria Brand arbeitete aktiv im kaufmännischen Bereich des Unternehmens.
Im Dezember 1919 zog Maria Brand als Nachfolgerin des Landtagsabgeordneten Wilhelm Griep aus Ramsloh als erste Parlamentarierin in den oldenburgischen Landtag ein, was durch das passive Frauenwahlrecht möglich geworden war. Insgesamt hatte es im Oldenburgischen Landtag nur vier weibliche Abgeordnete gegeben: Maria Brand, Elisabeth Frerichs, Auguste Henke und Ilsa Wübbenhorst.
Am 26. November 1919 teilte die Vechtaer OV mit:
„Frau Joseph Brand ist anstelle des Abg. Griep in den LT eingetreten. Damit zieht zum ersten Male eine Frau in das oldenburgische Parlament und ist somit auch in dieser Hinsicht der neuen Zeit in etwa Genüge getan.“
Dass die Zeitung die neue Abgeordnete mit dem Vornamen ihres Ehemannes vorstellte, war Ausdruck eines männlichen Standesbewusstseins in der katholischen Öffentlichkeit Südoldenburgs, das eine lange Tradition hatte. Es beschränkte sich nicht auf die politische Nachricht, sondern galt auch für die öffentliche Anzeige beispielsweise von Todesfällen.
Am 12. Dezember 1919 begrüßte Landtagspräsident Ernst Tantzen (Stollhamm) die Landtagsabgeordnete mit den Worten:
„Meine Herren! Die Oldenburgische Landesvertretung erlebt heute einen historischen Tag. Zum ersten Male haben wir die Ehre, eine Dame unter uns als Abgeordnete zu begrüßen (Bravo!). Frau Brand ist in den Landtag eingetreten. Ich heiße Frau Brand willkommen mit dem Wunsche, daß ihr Wirken im Landtag ihr volle Befriedigung gewähren möge!“
Am 20. April 1920 löste sich der erste Landtag auf und legte den Termin für seine Neuwahl auf den Tag der nächsten Reichstagswahl fest. Auf eine Kandidatur für den am 6. Juni 1920 zu wählenden zweiten Landtag verzichtete Maria Brand.
Ihre Schwiegermutter, Hedwigis Brand, war eine Tochter des Landtagsabgeordneten Gerhard Crone, Zeller in Ahausen bei Essen, der dem Landtag 1848 und von 1849 bis 1857 angehört hatte. Ihr Interesse für Politik und Zeitgeschehen mag daher und aus ihren Kontakten zum Landtagsabgeordneten Dr. gr.[oße] Beilage herrühren.